# Something 'Bout Love
"Something 'Bout Love" là bài hát của ca sĩ-nhạc sĩ người Mỹ David Archuleta. Nó đã được phát hành ngày 20 tháng 7 năm 2010 làm đĩa đơn mở đầu cho album phòng thu thứ ba của anh, The Other Side of Down, bởi hãng đĩa Jive Records. Bài hát do Archuleta đồng sáng tác cùng Sam Hollander, Dave Katz và Chris DeStefano, sản xuất bởi S*A*M and Sluggo.

## Thông tin
Ngày 25 tháng 6 năm 2010, từ trang Twitter chính thức Jive Records thông báo "Something 'Bout Love" sẽ được cho phép tải về độc quyền từ website chính thức của David Archuleta từ ngày 13 tháng 7 năm 2010. Ngày 8 tháng 7, bìa đĩa chính thức của ca khúc đã được tiết lộ trên website của Archuleta. Ngày 20 tháng 7, ca khúc đã chính thức có mặt trên iTunes.
Trong tuần đầu tiên phát hành, "Something 'Bout Love" đã tiêu thụ được 21.000 bản, xuất hiện trên danh sách những đĩa đơn tải về nhiều nhất trong tuần của Nielsen SoundScan. Ca khúc đạt đến vị trí số 4 trên Bubbling Under Hot 100 Singles và 48 trên Pop 100 Airplay.

## Lịch sử phát hành
| Quốc gia | Ngày phát hành      | Dạng đĩa       | Hãng đĩa   |
| -------- | ------------------- | -------------- | ---------- |
| Hoa Kỳ   | 20 tháng 7 năm 2010 | Nhạc số tải về | Jive       |
| Bỉ       | 25 tháng 8 năm 2010 | Nhạc số tải về | Sony Music |
| Hà Lan   | 25 tháng 8 năm 2010 | Nhạc số tải về | Sony Music |

## Xếp hạng
| Bảng xếp hạng (2010)                            | Vị trí cao nhất |
| ----------------------------------------------- | --------------- |
| Hoa Kỳ Billboard Bubbling Under Hot 100 Singles | 4               |